# Coccoloba praestans
Coccoloba praestans là một loài thực vật có hoa trong họ Rau răm. Loài này được Borhidi mô tả khoa học đầu tiên năm 1976 publ. 1977.